# Donji Zelenikovac
Donji Zelenikovac je naseljeno mjesto u općini Neum, Federacija BiH, BiH.

## Povijest
Selo Zelenikovac prvi se put u povijesnim izvorima spominje 1589. Godine 1639. nosi naziv Zelenikovci, ima 7 domova te obuhvaća područnje današnjeg Gornjeg i Donjeg Zelenikovca. Na dva zaseoka razdvaja se 1733., i to na Kljenovac (današnji Gornji Zelenikovac) koji je imao 2 kućanstva i 18 osoba, te na Zelenkovac (današnji Donji Zelenikovac) koji je imao 4 kućanstva i 38 osoba. Kljenovac je dobio ime po tome jer se nalazio iza vrha Kljenak, a to je ime iščezlo sredinom 19. stoljeća.
Selo se spominje u izvještaju splitskoga dominikanca Danijela iz 1589. pod nazivom Zelenicovaz.

## Stanovništvo

### 1991.
Nacionalni sastav stanovništva 1991. godine, bio je sljedeći:
ukupno: 89
- Hrvati - 89

### 2013.
Nacionalni sastav stanovništva 2013. godine, bio je sljedeći:
ukupno: 43
- Hrvati - 43

## Znamenitosti
Na lokalitetu Grobnica nalazi se grobnica zidana nad zemljom, nadsvođena kamenim krovom na koju se nalazi mali kameni križ, a u bočnom zidu niša za svijeću. Po predaji potvrđenoj u vrijeme Domovinskog rata kada je bila oštećena, u njoj se sahranjivalo stanovništvo Zelenikovca. U unutrašnjosti su dva kamena ležaja, a između njih kosturnica. Vrijeme nastanka i podrijetlo nisu poznati. Iznad nje nalazi se stara velika čatrnja, također zvana Grobnica.

### Sakralni objekti
- kapelica sv. Nikole putnika na ulazu u mjesto

### Članci
- Vidović, Domagoj. 2009. Gradačka toponimija. Folia onomastica Croatica. Zavod za lingvistička istraživanja HAZU. Zagreb.  (18): 171–221

## Vanjske poveznice
- Satelitska snimka  Arhivirana inačica izvorne stranice od 17. veljače 2021. (Wayback Machine)